# Kazimierz Wyganowski
Kazimierz Wyganowski (Wygonowski) – poseł na sejm grodzieński (1793) z powiatu brzeskolitewskiego.
2 lipca 1793 roku generał rosyjski Johann von Rautenfeld, działając z rokazu  posła rosyjskiego Jacoba Sievers aresztował w Grodnie Wyganowskiego i kilku posłów opozycji.